# Яковлівка (станція)
Я́ковлівка — передатна проміжна залізнична станція 5-го класу Знам'янської дирекції Одеської залізниці на лінії Користівка — Яковлівка між станціями Зелена (13 км) та П'ятихатки-Стикова (4 км). Розташована у селі Калинівка Кам'янського району Дніпропетровської області.
Станція є передатною на межі Одеської та Придніпровської залізниць. Наступна станція П'ятихатки-Стикова — підпорядкована Придніпровській залізниці.

## Історія
Станція відкрита 1901 року.
У 1962 році електрифікована змінним струмом (~25 кВ) в складі дільниці Знам'янка — П'ятихатки.

## Пасажирське сполучення
На станції Яковлівка зупиняється одна пара приміських поїздів сполученням Знам'янка-Пасажирська — П'ятихатки.